# Brasau
Brasau is een bestuurslaag in het regentschap Tanjung Jabung Barat van de provincie Jambi, Indonesië. Brasau telt 943 inwoners (volkstelling 2010).